# Bulldog Mansion
I Bulldog Mansion (불독맨션?) sono un gruppo musicale sudcoreano, formatosi a Seul nel 1994. Il gruppo è particolarmente conosciuto nel mondo anglofono per la canzone Happy Birthday to Me, inclusa nell'animazione flash "There She Is!! Step 2 -- Cake Dance", del gruppo di artisti coreani conosciuti con la sigla SamBakZa.

## Nota sul nome
Il nome del gruppo, piuttosto che essere una traduzione inglese di una parola coreana, è un'approssimazione fonetica di ciò che si legge in hangŭl, utilizzata nelle copertine degli album e nei siti web.

## Discografia

### Album in studio
- 2002 – Funk
- 2004 – Salon de Musica

### EP
- 2000 – Debut EP
- 2013 – Re-Building
- 2014 – Tres3